# 多皆
6°01′N 100°24′E / 6.017°N 100.400°E
多皆（马来文：Tokai），是马来西亚吉打州本同县的一个小镇，人口约3万，距离吉打州首府亚罗士打约15公里。

## 地名
多皆地名源自祖籍為广东新会的清末移民林道解。他在马来西亚从事建筑业，修筑了著名的旅游古迹—槟城旧关仔角古城，还开设了当地最大的百货商场。当地政府为了褒奖林道解的贡献，用他的名字 Tokai（“道解”的广东发音）命名此地，至今仍在使用。